# 国家開発銀行
国家開発銀行（こっかかいはつぎんこう, Guojia Kaifa Yinhang）は、中華人民共和国における中国輸出入銀行、中国農業発展銀行とならぶ中国の3つの政策性銀行の一つである。英文名称は China Development Bank、略称CDBである。
総行（本店）営業部を北京市西城区復興門内大街18号に置き、西蔵自治区を除く全国30の省、自治区、直轄市と深圳、大連に分行（支店）を展開、香港代表事務所を設置する。

## 概要

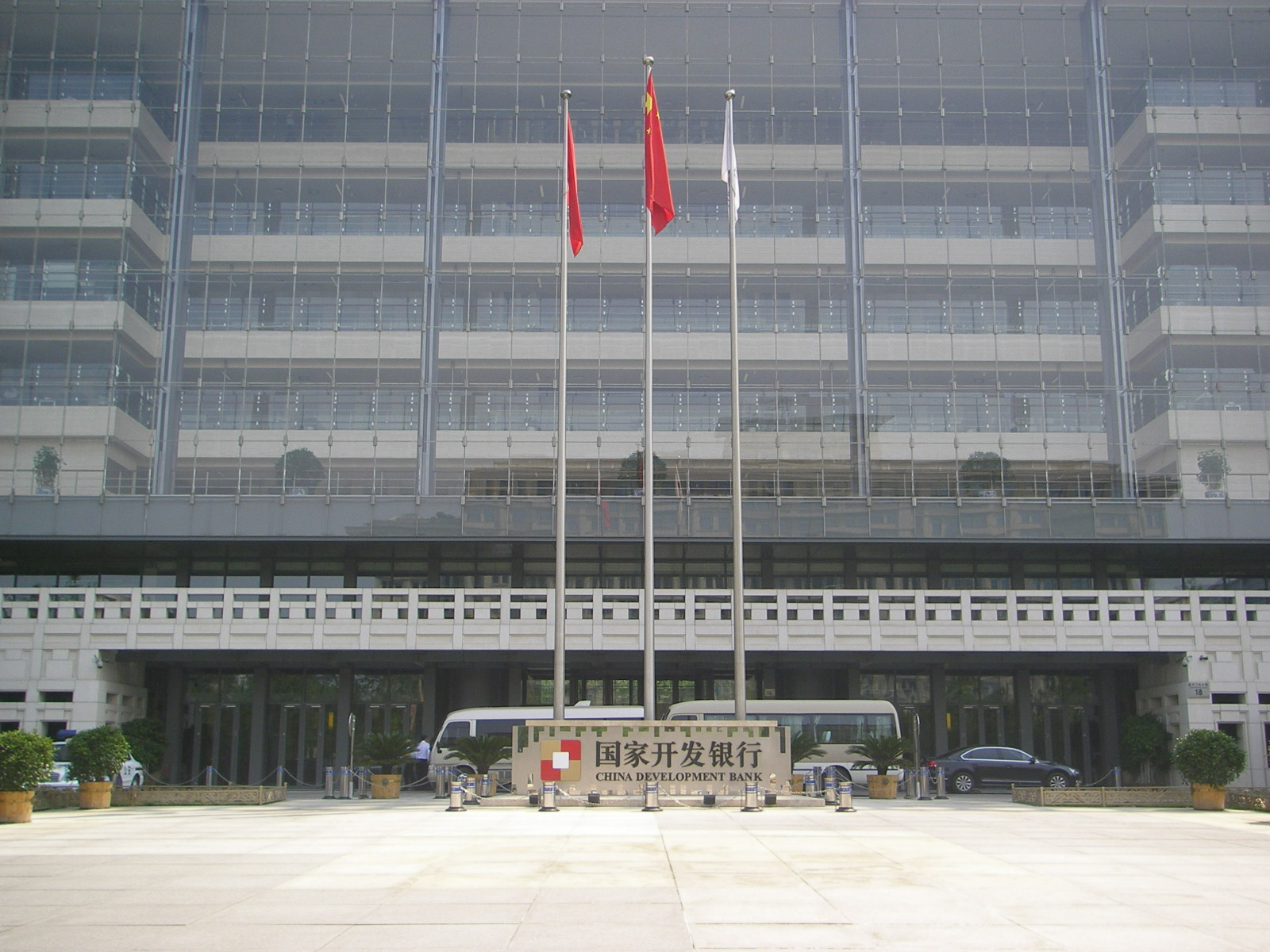
正面入口

1994年に、これまで政策融資と商業融資の二つの役割を担ってきた四大専業銀行、すなわち中国銀行、中国農業銀行、中国人民建設銀行（現中国建設銀行）、中国工商銀行を商業銀行業務に特化させるため、これらから政策融資を移管させ、3つの新たな政策性銀行が新たに設立された。国家開発銀行（中国開銀）は、国家重点プロジェクトへ資金供給を目的として同年3月に設立された。
初代行長陳元（1945年延安に生まれる）は、陳雲元党副主席の長男である。政策性銀行の商業化改革により、2008年12月7日に、株式制銀行に転換している。新会社は、国家開発銀行股份有限公司であり、登録資本は3000億元である。出資の内訳は、財政部が51.3パーセント、中央匯金公司が48.7パーセントである。創設以来10年間で、世界最大の水力発電ダムである三峡ダムプロジェクトをはじめとして、黄河・長江の開発や西部大開発、東北振興など国家的見地からインフラストラクチャー建設や基幹産業育成プロジェクト4000項目以上に投資した。資金は主に国際金融市場での債権発行によって調達する。2011年度の総資産額は6兆元（9910億ドル）であった。
中国開銀は地方政府資金調達システムの資金源として中国の高い家計貯蓄性向による銀行貯金を活用するとともに、融資の返済や担保に土地使用権の値上がりを梃子に使うという手法を使うようになった。地方政府への資金の流れは急速な勢いで都市化を巻き起こし、数100万人もの人々が土地を明け渡し、農村を追われ都市に流入した。その結果、投資と生産性の急上昇により、中国のGDPは大きく伸び続けた。2008年までにはその資金調達システムは中国全土に広がり、折からの世界金融危機のときは、景気刺激策として投入された総額4兆元の大部分はこのシステムを通じて投資に使われた。すなわち中央政府が投入するのは、4兆元のうち1兆1800億元に過ぎず、残りは国有銀行から資金供給するとされた。中国開銀が先頭となって完成されていた上述のモデルを使い、中国経済を成長の軌道に再び戻した。

## 主要プロジェクト
- 杭州湾海上大橋プロジェクト
- 三峡ダム建設プロジェクト
- 北京首都国際空港拡張プロジェクト
- 上海浦東国際空港建設プロジェクト
- 成都空港拡張プロジェクト